# 𝼃
Cette page contient des caractères spéciaux ou non latins. S’ils s’affichent mal (▯, ?, etc.), consultez la page d’aide Unicode.
𝼃 (uniquement en minuscule), appelé k réfléchi, est une lettre additionnelle de l’écriture latine qui est utilisée dans les extensions de alphabet phonétique international pour représenter une consonne occlusive vélodorsale sourde (en).

## Représentations informatiques
Le k réfléchi peut être représenté avec les caractères Unicode (Latin étendu-G) suivants :
| formes    | représentations | chaînes de caractères | points de code | descriptions                       |
| --------- | --------------- | --------------------- | -------------- | ---------------------------------- |
| minuscule | 𝼃               | 𝼃                     | U+1DF03        | lettre minuscule latine k réflechi |